# Anthimos (Koukouridis)
Anthimos (světským jménem: Christos Koukouridis; * 2. ledna 1962, Alexandrupoli) je řecký pravoslavný duchovní Řecké pravoslavné církve, arcibiskup a metropolita Alexandrupoli, Traianoupoli a Samothraké.

## Život
Narodil se 2. ledna 1962 v Alexandrupoli.
Roku 1981 dokončil studium na Teologické škole v Xanthi a roku 1983 studoval na Pedagogické akademii v Alexandrupoli.
Dne 6. října 1985 byl metropolitou Alexandrupoli Anthimem (Roussasem) rukopoložen na diákona a postřižen na monacha. Roku 1987 dokončil studium na teologické fakultě Aristotelovy univerzity v Soluni a 29. října 1989 byl rukopoložen na jeromonacha.
Roku 1990 se stal protosynkelem metropolie Alexandrupoli.
Dne 6. října 2004 byl Svatým synodem Řecké církve zvolen metropolitou Alexandrupoli. Dne 9. října proběhla jeho biskupská chirotonie.